# Répceszentgyörgy
Répceszentgyörgy è un comune dell'Ungheria di 134 abitanti (dati 2001). È situato nella contea di Vas.